# Schallershof (Konradsreuth)
Schallershof ist ein Gemeindeteil der Gemeinde Konradsreuth im Landkreis Hof (Oberfranken, Bayern). Schallershof liegt in der Gemarkung Konradsreuth.

## Geografie
Die Einöde ist unmittelbar von Acker- und Grünland umgeben. Ein Anliegerweg führt 400 Meter nordwestlich nach Konradsreuth zur Kreisstraße HO 37.

## Geschichte
Von 1797 bis 1810 unterstand Schallershof dem Justiz- und Kammeramt Hof. Infolge des Ersten Gemeindeedikts wurde Schallershof dem 1812 gebildeten Steuerdistrikt Konradsreuth und der zugleich entstandenen Ruralgemeinde Konradsreuth zugewiesen.

### Einwohnerentwicklung
| Jahr      | 1819  | 1861  | 1871  | 1885   | 1900   | 1925   | 1950   | 1961   | 1970   | 1987  |
| Einwohner | *     | 11    | 17    | 13     | 14     | 6      | 11     | 9      | 6      | 3     |
| Häuser    |       |       |       | 2      | 2      | 1      | 1      | 1      |        | 1     |
| Quelle    | [ 5 ] | [ 8 ] | [ 9 ] | [ 10 ] | [ 11 ] | [ 12 ] | [ 13 ] | [ 14 ] | [ 15 ] | [ 1 ] |

## Religion
Schallershof ist evangelisch-lutherisch geprägt und bis heute nach Konradsreuth gepfarrt.